# Anicius Probus Faustus
 (novembre 2019).
Si vous disposez d'ouvrages ou d'articles de référence ou si vous connaissez des sites web de qualité traitant du thème abordé ici, merci de compléter l'article en donnant les références utiles à sa vérifiabilité et en les liant à la section « Notes et références ».
Anicius Probus Faustus (fl. 490-509) était un homme politique de l'Empire romain.

## Vie
Fils de Rufius Gennadius Avienus et de sa femme Melleta Tarrutenia.
Il fut consul en 490 et préfet du prétoire d'Italie en 509.
De son épouse Cynegia, il fut le père de Rufius Magnus Faustus Avienus, consul en 502, et de Flavius Ennodius Messalla, consul en 506.